# Torbiel tętniakowata
Torbiel tętniakowata (łac. cystis aneurysmatica ossis, ang. aneurysmal bone cyst, ABC) – osteolityczna zmiana nowotworowa kości, zbudowana najczęściej z kilku jam wypełnionych krwią lub płynem.

## Epidemiologia
Torbiele tętniakowate najczęściej ujawniają się u dzieci i młodych dorosłych. 80% pacjentów ma mniej niż 20 lat.

## Przyczyny
Przyczyny powstawania tej torbieli nie są dokładnie wyjaśnione. Najczęściej powstanie torbieli tłumaczy się zwiększonym ciśnieniem żylnym w kości, które niszczy sieć naczyniową. Torbiel może również powstawać na podłożu innych zmian takich jak: chondroblastoma, chondromyxoid fibroma, osteoblastoma, guza olbrzymiokomórkowego lub dysplazji włóknistej. Rzadziej na podłożu zmian złośliwych: osteosarcoma, chondrosarcoma i śródbłoniaka (hemangioendothelioma).

## Objawy
Najczęściej pierwszym objawem jest złamanie patologiczne kości. Wcześniej może występować bolesność, ucieplenie skóry oraz niewielki obrzęk nad zmienioną chorobowo kością. Może również dojść do ograniczenia w ruchomości pobliskich stawów. 

### Umiejscowienie
Najbardziej typowym miejscem są przynasady kości długich. 
- kości długie: 50-60% (przynasady)
  - kończyna dolna: 40%
    - piszczel i strzałka: 24%, (szczególnie piszczel)
    - udo: 13%,

  - kończyna górna: 20%
- kręgosłup: 20-30%
- żuchwa i szczęka[5]

## Diagnoza

### RTG
Zdjęcie pokazuje ostro odgraniczoną, osteolityczną zmianę z cienkim sklerotycznym marginesem. Może występować rozdęcie części korowej kości. 

### Tomografia komputerowa
Lepiej obrazuje wewnętrzne przegrody, ekspansję zmiany w tkanki miękkie oraz poziomy płynu.

### Różnicowanie
Zmianę należy różnicować z:
- Torbielą samotną
- Dysplazją włóknistą
- Guzem olbrzymiokomórkowym
- Mięsakiem Ewinga

## Leczenie
Operacyjne usunięcie torbieli z krioterapią bądź kauteryzacją oraz wypełnieniem przeszczepami kostnymi gąbczastymi (auto- lub allogenicznymi).

## Rokowanie
Duża tendencja do nawrotów.

## Klasyfikacja ICD10
| kod ICD10     | nazwa choroby                                   |
| ------------- | ----------------------------------------------- |
| ICD-10: M85   | Inne zaburzenia mineralizacji i struktury kości |
| ICD-10: M85.5 | Tętniakowata torbiel kości                      |